# Українська Рада в Америці
Українська Рада в Америці — продовження в 1916—1918 Американської Руської Ради.
Головами Української Ради були о. В. Довгович і С. Ядловський. Видавала англомовний журнал «Ukraine». Українська Рада 1918 перетворилася на Український Народний Комітет, що був паралельною політичною репрезентацією до Української Федерації у США.